# Degetul de fier
Degetul de fier  (titlul original: în japoneză 100発100中, transliterat: Hyappatsu hyakuchu) este un film de aventuri japonez, realizat în 1965 de regizorul Jun Fukuda, protagoniști fiind actorii Akira Takarada, Mie Hama, Ichirô Arishima, Akihiko Hirata. 

## Conținut
Un franco–japonez aflat în vacanță este prins într-o conspirație criminală, împreună cu o femeie expertă în bombe și un detectiv neîndemânatic.

## Distribuție
- Akira Takarada – Andrew Hoshino
- Mie Hama – Yumi Sawada
- Ichirô Arishima – detectivul Tezuka
- Akihiko Hirata – Komori
- Susumu Kurobe – omul cu ochelari de soare
- Jun Tatara –
- Sachio Sakai –
- Tôru Ibuki – Matsuki
- Chôtarô Tôgin – Ken
- Naoya Kusakawa – Takeshi Aonuma
- Kôji Iwamoto –
- Mike Daneen –
- Haruo Nakajima – un detectiv (nemenționat)